# Caligo praecana
Caligo praecana är en fjärilsart som beskrevs av Hans Ferdinand Emil Julius Stichel 1907. Caligo praecana ingår i släktet Caligo och familjen praktfjärilar. Inga underarter finns listade i Catalogue of Life.